# August Bodnar
Pour les articles homonymes, voir Bodnar.
August Bodnar, dit Gus Bodnar, (né le 24 avril 1923 à Fort William – fait partie de Thunder Bay depuis la fusion de 1970 – dans la province de l'Ontario au Canada – mort le 1er juillet 2005) est un joueur professionnel canadien de hockey sur glace qui évoluait au poste de centre.

## Biographie
Le 30 octobre 1943, il établit un record de la Ligue nationale de hockey (LNH) en marquant après 15 secondes de présence sur la glace ; il s'agit alors du but le plus rapide pour le premier match d'un joueur dans la LNH. Avec 22 buts, 40 aides pour un total de 62 points marqués lors de cette saison, il remporte le trophée Calder qui récompense la meilleure recrue de l'année. L'année suivante puis en 1947, il remporte la Coupe Stanley avec les Maple Leafs de Toronto. Il est échangé le 2 novembre 1947 aux Black Hawks de Chicago avec Bud Poile, Gaye Stewart, Ernie Dickens et Bob Goldham en retour de Max Bentley et Cy Thomas. Il passe plus de six saisons avec les Black Hawks, participant au tour du chapeau le plus rapide de l'histoire de la LNH lorsque Bill Mosienko marque trois buts en 21 secondes ; Bodnar établit quant à lui le record des trois aides les plus rapides. Le 16 février 1954, il est échangé aux Bruins de Boston contre Jerry Toppazzini où il termine sa carrière en 1955.
À la suite de sa carrière de joueur, il devient entraîneur et mène l'équipe des juniors de Boston à la coupe Memorial en 1967. En 1972, il remporte le trophée Matt-Leyden de meilleur entraîneur de la saison de l'OHA.
En 1983, Bodnar est élu au temple de la renommée des sports du nord-ouest de l'Ontario. En 1995, il est intronisé au temple de la renommée des sports d'Oshawa.

## Statistiques

### Joueur
| Saison     | Équipe                 | Ligue      |     | Saison régulière | Saison régulière | Saison régulière | Saison régulière | Saison régulière |    | Séries éliminatoires | Séries éliminatoires | Séries éliminatoires | Séries éliminatoires | Séries éliminatoires |
| Saison     | Équipe                 | Ligue      | PJ  | B                | A                | Pts              | Pun              | PJ               | B  | A                    | Pts                  | Pun                  |                      |                      |
| 1943-1944  | Maple Leafs de Toronto | LNH        | 50  | 22               | 40               | 62               | 18               | 5                | 0  | 0                    | 0                    | 0                    |                      |                      |
| 1944-1945  | Maple Leafs de Toronto | LNH        | 49  | 8                | 36               | 44               | 18               | 13               | 3  | 1                    | 4                    | 4                    |                      |                      |
| 1945-1946  | Maple Leafs de Toronto | LNH        | 49  | 14               | 23               | 37               | 14               | --               | -- | --                   | --                   | --                   |                      |                      |
| 1946-1947  | Hornets de Pittsburgh  | LAH        | 15  | 10               | 9                | 19               | 10               | 9                | 2  | 2                    | 4                    | 4                    |                      |                      |
| 1946-1947  | Maple Leafs de Toronto | LNH        | 39  | 4                | 6                | 10               | 10               | 1                | 0  | 0                    | 0                    | 0                    |                      |                      |
| 1947-1948  | Hornets de Pittsburgh  | LAH        | 6   | 2                | 3                | 5                | 0                | --               | -- | --                   | --                   | --                   |                      |                      |
| 1947-1948  | Black Hawks de Chicago | LNH        | 46  | 13               | 22               | 35               | 23               | --               | -- | --                   | --                   | --                   |                      |                      |
| 1948-1949  | Black Hawks de Chicago | LNH        | 59  | 19               | 26               | 45               | 14               | --               | -- | --                   | --                   | --                   |                      |                      |
| 1949-1950  | Black Hawks de Chicago | LNH        | 70  | 11               | 28               | 39               | 6                | --               | -- | --                   | --                   | --                   |                      |                      |
| 1950-1951  | Black Hawks de Chicago | LNH        | 44  | 8                | 12               | 20               | 8                | --               | -- | --                   | --                   | --                   |                      |                      |
| 1951-1952  | Black Hawks de Chicago | LNH        | 69  | 14               | 26               | 40               | 26               | --               | -- | --                   | --                   | --                   |                      |                      |
| 1952-1953  | Black Hawks de Chicago | LNH        | 66  | 16               | 13               | 29               | 26               | 7                | 1  | 1                    | 2                    | 2                    |                      |                      |
| 1953-1954  | Black Hawks de Chicago | LNH        | 44  | 6                | 15               | 21               | 13               | --               | -- | --                   | --                   | --                   |                      |                      |
| 1953-1954  | Bruins de Boston       | LNH        | 15  | 3                | 3                | 6                | 17               | 1                | 0  | 0                    | 0                    | 0                    |                      |                      |
| 1954-1955  | Bruins de Boston       | LNH        | 67  | 4                | 4                | 8                | 14               | 5                | 0  | 1                    | 1                    | 4                    |                      |                      |
| Totaux LNH | Totaux LNH             | Totaux LNH | 667 | 142              | 254              | 396              | 207              | 32               | 4  | 3                    | 7                    | 10                   |                      |                      |

### Entraîneur
| Saison    | Équipe                      | Ligue |    | PJ | V  | D  | N      | %V |
| --------- | --------------------------- | ----- | -- | -- | -- | -- | ------ | -- |
| 1956-1957 | Regents de Brampton         | MJBHL |    |    |    |    |        |    |
| 1960-1961 | Teepees de Saint-Catharines | OHA   |    |    |    |    |        |    |
| 1965-1966 | Marlboros de Toronto        | OHA   | 48 | 20 | 18 | 10 | 52,1 % |    |
| 1970-1971 | Golden Eagles de Salt Lake  | WHL   | 72 | 18 | 49 | 5  | 28,5 % |    |
| 1971-1972 | Generals d'Oshawa           | OHA   | 63 | 35 | 18 | 10 | 63,5 % |    |
| 1972-1973 | Generals d'Oshawa           | OHA   | 63 | 23 | 32 | 8  | 42,9 % |    |
| 1973-1974 | Generals d'Oshawa           | OHA   | 70 | 33 | 29 | 8  | 52,9 % |    |
| 1974-1975 | Generals d'Oshawa           | OHA   | 70 | 28 | 33 | 9  | 46,4 % |    |
| 1975-1976 | Generals d'Oshawa           | OHA   | 66 | 31 | 27 | 8  | 53 %   |    |